# Sånt händer inte här (roman)
Sånt händer inte här (originaltitel: It Can't Happen Here) är en roman från 1935 av Sinclair Lewis. Den kom i svensk översättning av Hugo Hultenberg året efter. 2017 kom den i en ny svensk upplaga, med Hultenbergs översättning reviderad av Annika Hultman Löfvendahl.
Romanens handling kretsar kring tidningsredaktören Doremus Jesseup i ett USA där en populistisk politiker vunnit presidentvalet och omvandlat landet till en fascistisk diktatur.